# Erik Domaschke
Erik Domaschke (Lipcse, 1985. november 11.) német labdarúgó, az SV Meppen kapusa és egyszeres német U20-as válogatott.

## Pályafutása
A VfB Leipzig csapatába szerepelt fiatal korában, míg nem 2004-ben csődbe ment a klub és csatlakozott a rivális FC Sachsen Leipzig-hez. Az első számú kapus, René Twardzik mögött csak egyszer szerepelt a felnőttek között.
2006-ban 40 ezer euróért a Bayer 04 Leverkusen csapatához igazolt. 2006-07-ben Hans-Jörg Butt távozása után az első csapat tagja lett, de pályára nem lépett. 2009-10-ben az SV Wehen Wiesbaden klubjába igazolt első számú kapusnak. Következő szezonban Michael Gurski kiszorította a gólvonalról.
2011]-ben szabadon igazolhatóként a KSV Hessen Kassel klubjába írt alá.  Az SC Freiburg II ellen debütált, amikor Christian Hock a klub edzője a kezdőbe nevezte. 2012-ben az RB Leipzig csapatába igazolt a 2012-13-as szezon végéig, mivel kapus gondok merültek fel a klubban. 2013. május 12-én a FSV Zwickau ellen debütált a 0-0-ra végződő mérkőzésen, majd az utolsó fordulóban a Berliner AK ellen állt a gólvonalon. 2015 nyaráig meghosszabbították a szerződését. A 2015-16-os szezon előtt a Rot-Weiß Erfurt csapatába szerződött. 2017 nyarán az SV Meppen csapata szerződtette.
2005-ben Michael Skibbe a Német U20-as válogatott akkori edzője nevezte a Hollandiában megrendezésre kerülő 2005-ös ifjúsági labdarúgó-világbajnokságra. René Adler és Philipp Tschauner mellett ő volt a csapat harmadik kapusa.

## Sikerei, díjai
- RB Leipzig
  - Regionalliga Nordost: 2012–2013
  - Szászország kupa: 2013
- Rot-Weiß Erfurt
  - Türingiai Kupa: 2017